# Šemuršinskij rajon
Lo Šemuršinskij rajon (in russo Шемуршинский район?; in lingua ciuvascia: Шăмăршă районĕ) è un rajon della Repubblica Ciuvascia, nella Russia europea; il capoluogo è il villaggio di Šemurša. Istituito il 5 settembre 1927, ricopre una superficie di 799,1 chilometri quadrati e ospita una popolazione di 11 961 abitanti. Il rajon è suddiviso in 9 insediamenti rurali. I fiumi principali del territorio sono la Bezdna e la Karla.